# Yuko Sakaki
Yuko Sakaki (榊 祐子 Sakaki Yūko?) es un personaje de la novela Battle Royale. En la película y el manga tiene el mismo nombre. En la película el papel de Yuko Sakaki fue interpretado por Hitomi Hyuga.

## Antes del juego
Yuko Sakaki es una de las estudiantes de la clase de tercer año del instituto Shiroiwa de la ciudad ficticia de Shiroiwa, en la prefectura de Kagawa.
En la novela, sus reacciones de rechazo e inestabilidad que sufre frente a los actos violentos se originan en que cuando era niña, su padre, que era alcohólico, la maltrataba a ella, a su madre y a su hermano mayor. Yuko recordaba, y muchas veces tenía pesadillas, sobre cómo es que el único artículo costoso que su padre permitía en su pobre familia era un palo de golf con el que solía golpear a su esposa, también recordaba cómo es que su hermano casi perdió la vista en una ocasión en que su padre lo golpeó repetidamente en la cabeza con un pesado cenicero y en el caso de ella, cómo es que el hombre acostumbraba a torturarla apagando cigarrillos en su piel. Un Yakuza local apuñaló hasta la muerte a su padre por un ajuste de cuentas cuando ella estaba en primer grado, según ella misma reconoce, su muerte le produjo a ella y su familia alivio en vez de tristeza. Desde entonces, Yuko tiene frecuentes pesadillas sobre el suceso y se pone muy aterrada ante cualquier situación demasiado sangrienta o violenta, al punto que incluso oír menciones sobre cine gore la obligaban a pasar todo el día en la enfermería del colegio.
A pesar de su rechazo a los varones y verlos como la personificación de la violencia, Yuko tenía una muy buena opinión de Shuya Nanahara, quien siempre se portó de forma caballerosa y protectora con ella en el colegio, simpatizando con él por el buen humor y actitud amistosa que demostraba hacia sus compañeros y la seriedad que mostraba al ensayar con la guitarra; también se las arreglaba para verlo jugar al béisbol durante las clases de gimnasia cuando ella debía practicar vóleibol, pero sobre todo apreciaba como él siempre estaba pendiente al punto de darse cuenta de cuando Yuko, debido a su menstruación, se sentía enferma y arreglaba que le permitieran descansar en la enfermería en lugar de quedarse en clases.
En el manga, Yuko creció en una familia tranquila y alegre como una niña sobreprotegida y sin carácter para afrontar situaciones intensas. Es por ello que cree que los varones son seres demoníacos que encuentran placer en la violencia, cosa que la hace discriminar y alejarse de todo hombre excepto su padre y el Pastor Min, el sacerdote de su congregación, quien había contribuido en parte a su creencia de que los hombres eran demonios. El ver en una ocasión a unos compañeros pelear en el colegio según ella confirma sus ideas. Tras esto, Yuko no quiso asistir al instituto durante una temporada, permaneciendo encerrada en su habitación en estado de crisis. Su madre, Kaori Sakaki (榊かおり, Sakaki Kaori), y su padre, Souichiro Sakaki, quien ya demostraba alguna molestia contra el pastor Min por como había influido en su hija, intentan entrar en su habitación para ayudarla y darle cariño, pero Yuko los culpa y considera malas personas por haberla hecho ir a un lugar donde habían "demonios", cierra la puerta y le rompe la mano su padre, esto hace que Yuko se calme porque no hubo ninguna reacción violenta por parte de su padre, quien le pide que demuestre más fe en sí misma y en las personas, esto la hace razonar que si ella es capaz de lastimar a alguien quizás la violencia no tiene que ver con el género.

## En el juego
Al igual que el resto de sus compañeros, Yuko se encontraba en el autobús cuando este fue secuestrado y posteriormente despertó junto al resto en el colegio de la isla donde se le informó que habían sido seleccionados para el programa, se le entregó un bolso con equipamiento y un arma y se le hizo salir del recinto.
En algún momento, tras salir del colegio y vagar por los alrededores, llega a la montaña norte ignorando que Shuya Nanahara se encontraba luchando en un claro contra Tatsumichi Oki, quien acababa de emboscarlo a él y a Noriko Nakagawa para asesinarlos con su hacha. Durante el forcejeo ambos jóvenes rodaron con una ladera y Oki cayó sobre su propia arma, la cual se clavó en su rostro muriendo en el acto.
Yuko, que se encontraba oculta en unos arbustos cercanos, solo comenzó a ver el incidente un poco después del final de la caída de ambos muchachos, cuando Shuya remueve el hacha del rostro de Tatsumichi al comprobar que ha muerto, esto la hizo huir de inmediato, por lo que no atestiguó la llegada de Kyoichi Motobuchi y Shogo Kawada, solo oyendo los disparos en la lejanía. Aunque ella no vio la pelea ni conocía las circunstancias sobre lo sucedido, ver a su compañero de pie junto al cuerpo de Oki fue suficiente para tergiversar el recuerdo hasta verlo como un asesinato a sangre fría y prefiriera creer que Shuya lo asesino por placer.
En el manga, Yuko sufre alucinaciones y cree que el homicidio de Nanahara fue por "voluntad divina" que ella había visto en sus alucinaciones con el reverendo Min. Al parecer, ella estaba desequilibrada mentalmente según las notas que tenía sobre ella el doctor Chiodo. También el reverendo Min pensaba que no estaba bien mentalmente.
Después, el grupo de chicas del faro descubre a Yuko en la playa y se une a ellas. Cuando Shuya, tras lograr escapar de Kazuo Kiriyama, llega al faro, llevado por Hiroki Sugimura en el manga y en la película, mientras que en la novela las chicas lo encuentran inconsciente y malherido, Yuko queda totalmente destrozada y reza para que muera. Cuando Yukie Utsumi les informa que Nanahara podrá recuperarse, Yuko decide matarlo ella misma razonando que por ser varón están en peligro si lo dejan libre.
En la novela y en el manga en lengua japonesa, aunque su arma es una porra retráctil, también posee un pequeño frasco de cianuro de potasio como un "bonus" con que impregnarlo. En el manga el frasco contiene ácido cianhídrico, en la película y en la traducción del manga el arma asignada es solamente el cianuro. Yuko decide verter el veneno en el guiso de Nanahara para matarlo, pero su plan falla ya que Yuka Nakagawa se precipita y come la comida de Nanahara muriendo en el acto. Todas las chicas empiezan a dudar de las otras y Satomi Noda, en un ataque de paranoia, inicia un tiroteo donde termina asesinando a todas sus amigas y a morir ella misma. Irónicamente, Yuko sale ilesa de la balacera ya que, al no pertenecer al grupo de amigas, Satomi dijo que no había ninguna razón para desconfiar de ella

## Destino
En la novela, Nanahara consigue salir de la habitación y descubre los cuerpos sin vida de las chicas. Yuko, sin darle importancia a la masacre que ha desatado corre hacia el mirador del lente de Fresnel mientras Nanahara la persigue, convencida de que la matará. En la azotea tropieza y queda colgando de la baranda, pero Nanahara la coge antes que caiga y la intenta subir, pese a que en un inicio se resiste, ya que piensa que quiere salvarla para poder matarla personalmente, ve que Nanahara la sostiene pese a que esto le significa abrir y agravar su de por sí ya graves heridas, gracias a lo cual puede recuperar el dominio de su cordura, comprendiendo que sus compañeras han muerto en vano. Yuko empieza a sentirse culpable ya que fue ella la que "encendió la mecha" y confiesa a su compañero como es que murieron porque intentó matarlo envenenando su comida, lo que propició la masacre; aun así, a Shuya solo le preocupa rescatarla, pero ella se siente demasiado culpable como para aceptar la oportunidad de salvarse y comienza a forcejear, lo que, sumado a que la sangre de las heridas de Shuya volvían resbalosa su mano, le permitió a ella soltarse y caer contra los roqueríos al pie del faro.
En el manga, tras ver cómo todas sus amigas se han asesinado entre sí, Yuko comienza a gritar que no es su culpa ya que esto solo es Voluntad de Dios. Shuya oye los disparos, pero por la brutalidad del tiroteo asume que Kazuo Kiriyama ha encontrado el refugio y tras muchos intentos logra romper la puerta, solo para encontrar a todas muertas excepto a Yuko, quien le dispara con la Uzi sin lograr acertarle ya que por la potencia del arma no puede apuntar correctamente. Mientras escapa por las escaleras hacia el mirador lo acusa de ser un demonio que viene a matarla tal como hizo con Oki. Shuya la persigue intentando calmarla mientras ella intenta acribillarlo, al llegar al balcón del mirador intenta nuevamente disparar a su compañero, pero el potente retroceso del arma la arroja contra la baranda y la hace caer al acantilado. Al igual que en la novela, se calma y recupera la cordura al ver que su compañero antepone el deseo de salvarla por encima de su propia integridad física, lo que permite a Shuya levantarla y volver a subirla al mirador, pero Yuko, presa de la culpa por haber ocasionado la muerte de sus amigas, le comenta al muchacho sobre el incidente cuando lastimó la mano de su padre y señala cómo es que después de esto él había intentado enseñarle que las mujeres también podían ser propensas a la violencia y el doctor Chiodo intentó hacerle entender que muchas otras personas sentían los mismos conflictos que ella, a diferencia del Pastor Min, quien la acusó de tener demonios en su interior por culpa de una supuesta falta de fe. Incapaz de tolerar lo que ha hecho, se arroja nuevamente al vacío mientras razona que a veces los demonios ganan; al azotarse contra las rocas su cuerpo se parte a la mitad y sus extremidades quedan destrozadas, pero en su cara hay una sonrisa de tristeza. En paralelo a esto se muestra a los desconsolados padres de la joven, quienes lamentan que su hija haya entrado al programa, pero confían que la bondad de su corazón le hará entender que la fuerza está en los números, aunque solo se permite un ganador, por lo que tienen fe en que llegado el momento hará lo correcto.
En la película, Yuko abre la puerta de la habitación de Nanahara, confiesa cómo empezó el tiroteo y sube a la azotea. En la azotea, ella se lanza al vacío mientras Nanahara ve los cuerpos del resto de las chicas. Al escuchar un golpe, Nanahara sube a la azotea y encuentra el cuerpo de Yuko entre las piedras del mar, salpicado por las olas, la imagen es especialmente abrumadora para el joven ya que le hace evocar el suicidio de su padre y su mensaje de despedida.
En el manga, Nanahara recoge el cuerpo de Yuko y lo mete en el faro (se ve por los restos de sangre que deja por el camino) y lo venda debido a que se ha quedado en malas condiciones. Pone los cuerpos de las chicas, incluyendo el de Yuko, y las pone tomadas de las manos. Nanahara empieza a llorar y lamentar sus muertes sin dejar de sentirse culpable y también por la falta de confianza de las chicas a pesar de ser un grupo muy unido.